# 姫路市立白鳥小学校
姫路市立白鳥小学校（ひめじしりつ はくちょうしょうがっこう）は、兵庫県姫路市飾西に所在する公立小学校。

## 沿革
- 1878年（明治11年） - 豊雪学校設立[1]。姫路市の主張では本年を学校の創立年としている。
- 1924年（大正13年） - 余部村立余部尋常高等小学校設立。
- 1947年（昭和22年） - 余部村立余部小学校と改称。
- 1954年（昭和29年） - 余部村が姫路市に編入されたことにより姫路市立白鳥小学校と改称。近くの白鳥池などの地名や白鳥という鳥より受けるゆかしさと平和のイメージから校名を改めた。また同名の学校がすでにあったことへの配慮もあった。
- 1979年（昭和54年） - 校区の一部を分離（現・姫路市立峰相小学校）
- 1984年（昭和59年） - 校区の一部を分離（現・姫路市立青山小学校）
- 1985年（昭和60年） - 現行の校歌制定

## 通学区域
- 飾西、町田、実法寺、打越(峰相小学校校区を除く。)、川西、西夢前台1丁目、飾西台、川西台、青山北一丁目、青山北二丁目[2]

※卒業後は基本的に姫路市立大白書中学校に進学する。

## 通学区域が隣接している学校
- 姫路市立青山小学校
- 姫路市立太市小学校
- 姫路市立峰相小学校
- 姫路市立曽左小学校
- 姫路市立高岡西小学校

## 主な卒業生
- 石見利勝 - 姫路市長[3]